# Opatija Cluny
Opatiju Cluny  (Abbaye de Cluny) utemeljio je početkom 10. stoljeća akvitanski vojvoda Vilim u Burgundiji za spas duša svoje obitelji i roda. Opatiju je posvetio apostolima i utemeljiteljima rimske crkve sv. Petru i sv. Pavlu. Samostan je povjerio papama koji su mu podigli slavu i prestiž. 
Ovo je bila benediktinska opatija koja je bila poznata po načinu služenja obredne službe i po pjevanju. Samostan su vodili ugledni opati:
- Odon (927. – 942.),
- Maïeul (948. – 984.),
- Odilon (994. – 1049.),
- Hugo (1049. – 1109.),
- Petar Prečasni (1122. – 1156.).

Opat Odilon isticao je običaj obilježavanja dana Svih Svetih (2. studenog) kao proslavu svih umrlih vjernika od početka do kraja svijeta. Opat Hugo je animirao europske vladare da donacijama pomognu Clunyu, a klinijevci su počeli posredovati u političkim problemima među europskim vladarima. Za vrijeme opata Huga, Klinijevska opatija postala je bogatija od crkve sv. Petra u Rimu. To bogatstvo je iskorišteno u razvoj arhitekture, gradnju većeg broja crkvenih objekata u romaničkom stilu širom Europe. Cluny je raširio svoju djelatnost širom Europe i dao veliki broj utjecajnih predstavnika. Papa Urban II., koji je 1095. inicirao Prvi križarski rat bio je redovnik iz Clunya. No, Cluny je imao i svoje kritičare. U Odilonovo vrijeme Cluny je ismijavan kao preveličanstven, a sam opat Odilon je nazivan 'kraljem Odilonom od Clunya'.
Povratak iskonskim vrijednostima izvršen je u doba Petra Prečasnog koji je napustio neke od djelatnosti kojima su napuštane ranije postavljene benediktinske osnove samostana. Petar Prečasni je u Clunyu dao utočište teologu Abelardu, kojega je strogi skolastičar Bernard (sv. Bernard) iz Clairvauxa optužio za herezu.
Poslije smrti Petra Prečasnog Cluny slabi. Cluny je uspijevao preživjeti u kasnijim vremenima, pa je i kasnije školovao buduće istaknute djelatnike, poput kardinala Richelieua i Mazarina, ali je bio pod čvrstom stegom francuskih vladara. Svoju propast samostan Cluny doživio je, kao i većina ostalih religijskih objekata takve prirode u Francuskoj u vrijeme francuske građanske revolucije.
Opatija Cluny pridonijela je širenju pokreta Božjega mira.